# Elmy Lang
Elmy Lang, bürgerlich Elmy Dillenburger (* 13. August 1921 in Pirmasens; † 1. November 2016 ebenda) war eine deutsche Schriftstellerin.

## Leben
Elmy Lang absolvierte eine kaufmännische Ausbildung und studierte dann in München, Göttingen und Paris die Sprachen Englisch, Französisch und Italienisch. Sie erhielt zudem ein Dolmetscher-Diplom. Elmy Lang war als Journalistin, Malerin und Dolmetscherin tätig. In den 70er Jahren schrieb sie vor allem Kinderbücher, dann folgten Gedichte, Kurzgeschichten, Romane, Szenisches und Hörspiele. Ihr Lebensgefährte war der Künstler Willi Stock.

## Mitgliedschaften
- Die Kogge
- VS (Verband Deutscher Schriftstellerinnen und Schriftsteller)
- Artists for Peace
- Association Européenne François Mauriac
- Vereinigung Regensburg International
- Literarischer Verein der Pfalz

## Werke (Auswahl)
- Alles aus Vergesslichkeit, Erlebnisse – Erfahrungen – Kurzgeschichten. Monia-Verlag 2010.
- Lebensboot, Gedichte, Aphorismen, Prosatexte. Monia-Verlag 2006.
- Ohne Liebe läuft nichts, Ansichten eines Hundes, Roman. Monia-Verlag 2005.
- Nele und der Arnikadoktor, nach Lebenserinnerungen seiner Tochter. Monia-Verlag 2003.
- Er sprach immer von Tauben, Schauspiel in sieben Szenen. Monia-Verlag 2002.
- Bis der Adler stürzt, Roman. Monia-Verlag 2001.
- Hieroglyphen des Lebens, Gedichte. Monia-Verlag 1999.
- Paradies mit Streifen, Kurzgeschichten. Monia-Verlag 1994.
- Verdammt geliebtes Leben, Gedichte. Monia-Verlag 1992.
- Ich – Vincent van Gogh, Wege zu einem Genie, Monia-Verlag 1990.
- Lebenszeichen, Gedichte. Monia-Verlag 1988.
- Der Schäfer von Madrid, Erzählungen. Monia-Verlag 1987.
- Stufen zum Selbst, Gedichte. Monia-Verlag 1986.
- Der Rabenwald. Monia-Verlag 1985.
- Limericks. Monia-Verlag 1984.
- Das Wort, Gedichte, Verse, Gedankensplitter. Monia-Verlag 1980.
- Ping pong, Pinguin. Pirmasens, Monia-Verlag 1978.
- Die Bodenguckkinder. Komet Endres 1977.
- Dackel Strolch und der Schnupfen. Rastatt, Favorit 1976.
- Kleine Maus auf grosser Reise. Rastatt, Favorit 1976.
- Was Felix werden will. Rastatt, Favorit 1973.
- Frühstück auf französisch, Roman. Pirmasens, Monia-Verlag 1971.
- Mitternachtsspritzer, Lyrik. Wien, Europäischer Verlag 1970.